# Jeugdbewegingen in Vlaanderen
In Vlaanderen wordt onder jeugdbeweging verstaan: het geheel van organisaties waar kinderen één dag in de week (dikwijls zaterdag of zondag) naartoe kunnen. Daar worden ze onder begeleiding van vrijwilligers, voor enkele uren beziggehouden met allerlei activiteiten. Men vindt jeugdbewegingen niet alleen in grote steden, maar ook in vele kleine dorpjes. Jeugdbewegingen vallen in Vlaanderen onder jeugdwerk, dat ook gerichte cursussen organiseert om de kwaliteit van jeugdbewegingen op peil te houden.
Kinderen worden meestal ingedeeld in leeftijdscategorieën en de leiding bereidt elke week activiteiten en spelletjes voor. De meeste jeugdbewegingen hebben een eigen ideologie. Jeugdbewegingen hebben soms een eigen uniform. 's Zomers wordt er een kamp of bivak georganiseerd. Lidmaatschap is meestal relatief goedkoop dankzij overheidssubsidies.
De geschiedenis van de klassieke Vlaamse jeugdbeweging begon rond 1875 en kende in 1877, 1890 en uiteindelijk in 1903 haar samenbundeling waar studenten, scholieren en seminaristen elkaar vonden.
De Vlaams erkende jeugdbewegingen bereiken 275.000 jongeren. Zij halen daarmee in de leeftijdscategorie 5-24 jaar een penetratiegraad van meer dan 18%.
Jaarlijks organiseren de grootste jeugdbewegingen een gezamenlijke event: de Dag van de Jeugdbeweging.
Uit onderzoek blijkt dat 84% van de 14- tot 16-jarigen in de jeugdbeweging in Vlaanderen ooit illegaal alcohol dronken, 80,8% af en toe en 19,2% eerder regelmatig. Een achtste van deze minderjarigen dronken 4-5 glazen bier of wijn of meer per gelegenheid (binge drinking). 

## Vlaamse jeugdbewegingen
(deze lijst, in alfabetische volgorde, is niet volledig)
- BAZART - kunstjeugdbeweging (2011)
- Bunker Jeugd - onafhankelijke jeugdbeweging van Bunker VZW
- Chirojeugd Vlaanderen - christelijke jeugdbeweging (sinds de 19e eeuw) ontstaan uit de patronaten
- De Luchtcadetten van België - RBAC - luchtvaart jeugdbeweging gesteund door Defensie
- Defensiecadetten
- Europascouts - België
- Evangelisch Jeugdverbond
- FOS Open Scouting
- IJD - jongerenpastoraal Vlaanderen
- Jamaswapi - jeugdbeweging in het centrum van Mechelen (1961)
- Jeugdbond voor Natuur en Milieu (1983-) - vereniging voor jongeren die zich interesseren in natuur en milieu
- Jeugd Rode Kruis
- Kristelijke Arbeidersjongeren, beter bekend als kajotters, van de afkorting KAJ
- Katholieke Landelijke Jeugd (KLJ)
- Koninklijk Marine Kadettenkorps - maritieme jeugdbeweging gesteund door Defensie
- KSA (1927-), sinds 2015 samenvoeging van de volgende verenigingen KSA, KSJ en VKSJ
- Rode Valken (1929-) - socialistische jongerenbeweging
- Scouts en Gidsen Vlaanderen en AKABE
- Vlaams Nationaal Jeugdverbond (1961-), beter bekend als VNJ
- Wel Jong - nationale jeugdbeweging voor Vlaamse en Brusselse holebi's en transgenderpersonen.
- jeugdbrandweer